# Energy 52
Energy 52 was een trance-project van de Duitse dj's Harald Blüchel (aka Cosmic Baby) en Paul Schmitz-Moormann (aka Kid Paul). Het project is vooral bekend om het nummer Café del Mar dat door meerdere remixen uitgroeit tot een bekende tranceklassieker. 
In de periode 1991 tot 1993 brachten beide heren een reeks singles uit voor Eye Q Records. Dit waren Expression/Eternity/The Bassline, State of Mind, Weak en Café del Mar. Het werden geen van allen hits. Dat veranderde toen in 1997 wanneer de track opnieuw werd uitgebracht door Hooj Choons met een aantal remixes. Bij de versie van Three 'N One werd een videoclip gemaakt. Het nummer werd een zomerhit in dat jaar. 
Daarna verschenen er met regelmaat opnieuw remixen. De versie van Marco V werd in 2002 opnieuw een hit. In de jaren daarna werd het nummer ook geremixt door onder andere Ricardo Villalobos, Tall Paul, K-Klass en Deadmau5. In 2014 werd door Paul Oakenfold een coverversie gemaakt voor zijn album Trance Mission. In 2024 is het de band Orbital die er een eigen versie van maakt. 

## Discografie

### Singles
| Single met eventuele hitnotering(en) in de Nederlandse Top 40 | Datum van verschijnen | Datum van binnenkomst | Hoogste positie | Aantal weken | Opmerkingen                                     |
| ------------------------------------------------------------- | --------------------- | --------------------- | --------------- | ------------ | ----------------------------------------------- |
| Expression/Eternity/The Bassline                              | 1991                  | -                     | -               | -            |                                                 |
| State Of Mind                                                 | 1991                  | -                     | -               | -            |                                                 |
| Weak                                                          | 1993                  | -                     | -               | -            |                                                 |
| Café Del Mar                                                  | 1993                  | -                     | -               | -            |                                                 |
| Café Del Mar (Three 'N One remix)                             | 1997                  | 19-7-1997             | 22              | 5            | Dancesmash op Radio 538                         |
| Café Del Mar 2002                                             | 2002                  | 16-11-2002            | 27              | 5            | geremixt door Marco V / Dancesmash op Radio 538 |